# Danielle Bégot
Danielle Bégot née Danielle Polton (24 août 1945 - 15 novembre 2015) est une historienne française, professeur émérite de l'université des Antilles, spécialiste de l'histoire et du patrimoine antillais.

## Biographie
Après avoir étudié à l'université d'Aix-Marseille où elle soutient une thèse sur la Camargue,, puis participé à la formation des futurs instituteurs en Bretagne, Danielle Bégot rejoint l'université des Antilles et de la Guyane en 1973. Elle y consacre la majeure partie de sa carrière à l’enseignement et à la recherche.
Spécialiste de l’histoire et du patrimoine caribéens, elle étudie les arts, les vestiges industriels et les monuments régionaux, contribuant à l’établissement d’une nouvelle branche disciplinaire. Ses compétences l'amènent à intervenir en tant qu’experte sur des questions historiques et patrimoniales, à l’échelle locale, nationale et internationale.
Fondatrice et directrice du laboratoire AIHP (Archéologie Industrielle, Histoire et Patrimoine),,, elle structure ce centre de recherche unique en France, consacré à l’histoire caribéenne.
Très investie dans les sociétés savantes, elle a notamment été membre actif de la Société d'histoire de la Guadeloupe et a présidé l’Association of Caribbean Historians entre 2004 et 2006.

## Travaux
- Elle a soutenu son habilitation à diriger des recherches en 1999, après avoir publié des travaux comme Le sucre, de l’Antiquité à son destin antillais[9] (2000) et collaboré à des projets tels que Relire l’histoire et la géographie de l’espace caribéen[10] (2001).
- Elle a dirigé ou signé de nombreux articles et ouvrages de référence, dont :
  - le Guide de la recherche en histoire antillaise et guyanaise (2011) ;
  - Voyage à la Guadeloupe[11] ;
  - La peinture naïve haïtienne d’inspiration chrétienne[12] ;
  - Territoires du temps : deux « moments » de l’historiographie des Antilles françaises (Guadeloupe, Martinique), les années 1930 et la décennie 1970-1980[13] ;
  - Le patrimoine est-il soluble dans le développement durable? Une interrogation à partir de la Caraïbe[14].
- Elle a également dirigé le tome consacré aux arts et traditions de La Grande encyclopédie de la Caraïbe, un ouvrage en plusieurs volumes qui explore divers aspects de la région caribéenne[15].
- Elle est une des auteures de l'ouvrage 101 monuments historiques - Martinique, coécrit avec Marc Botlan et Jeanne Cazassus-Bérard, qui réaffirme la cohérence du patrimoine martiniquais[16],[17].

## Hommage
- Chevalier de l'ordre des Arts et des Lettres le 17 janvier 2013[18].